# Little Colorado River
Little Colorado River er en 507 km lang flod i det nordlige Arizona i USA, som løber ud i den store Colorado River i den øvre del af Grand Canyon. Dens udspring er i New Mexico nær Gallup, hvorfra den løber mod vest ind i Arizona, og svinger mod nordvest ved Winslow. En vestlig, kort biflod løber gennem byen Flagstaff. Floden og dens afvandingsområde på 73.160 km² er meget tørt. 